# جوزيف ترومبلدور
جوزيف ترومبلدور (بالروسية:Иосиф Трумпельдор) (بالعبرية:יוסף טרוּמְפֶּלְדּוֹר)، مقاتل يهودي روسي مؤيد للحركة الصهيونية ولد في 21 نوفمبر سنة 1880م، شارك مع ميليشيات يهودية في الحرب الفلسطينية الأولى سنة 1920م حتى قُتل في أرض تل حي بفلسطين تحت الانتداب البريطاني في اليوم الأول من مارس سنة 1920م.

## حياته
ولد ترومبلدور في مدينة بيتيجورسك الروسية، وكان يعتبر من اليهود الروس القلائل الذين شاركوا في الحرب الروسية اليابانية سنة 1902م، والتي انتهت باحتلال اليابان لـجزر كوريل وطرد المواطنين الروس، إلا أنه تأثر بالحركة الصهيونية، وفي بداية الحرب العالمية الأولى، أستغل ترومبلدور موقف الحكومة الروسية الملكية المعادية للدولة العثمانية، فذهب إلى فلسطين بغاية تأسيس دولة يهودية على أرض فلسطين، إلا أن الجيش الملكي السوري، وقف في وجه ترومبلدور وقتل 8 من أتباعه في تل حاي بفلسطين.

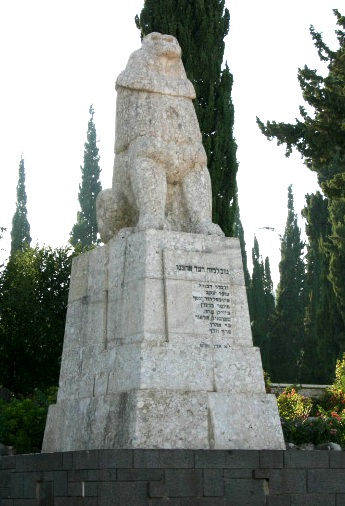
قبر جوزيف في تل حاي

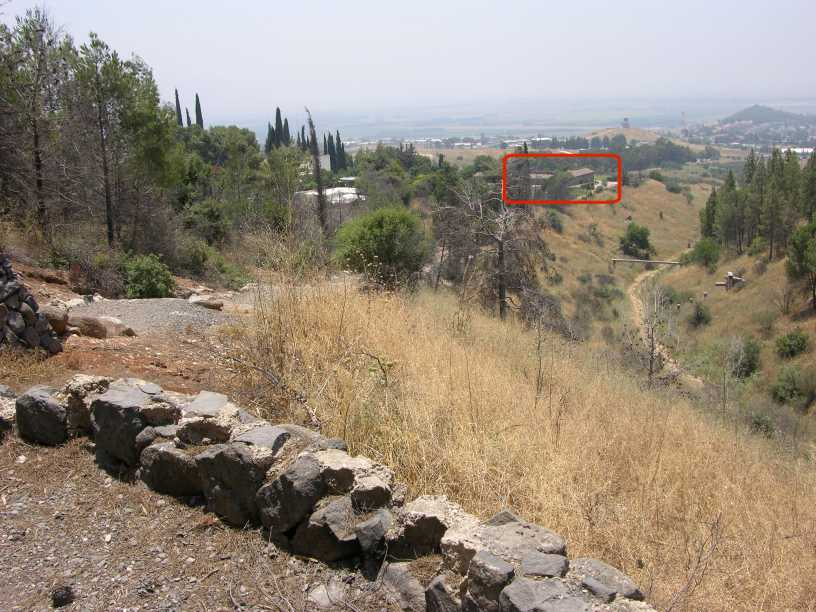
المكان الذي قتل فيه جوزيف..

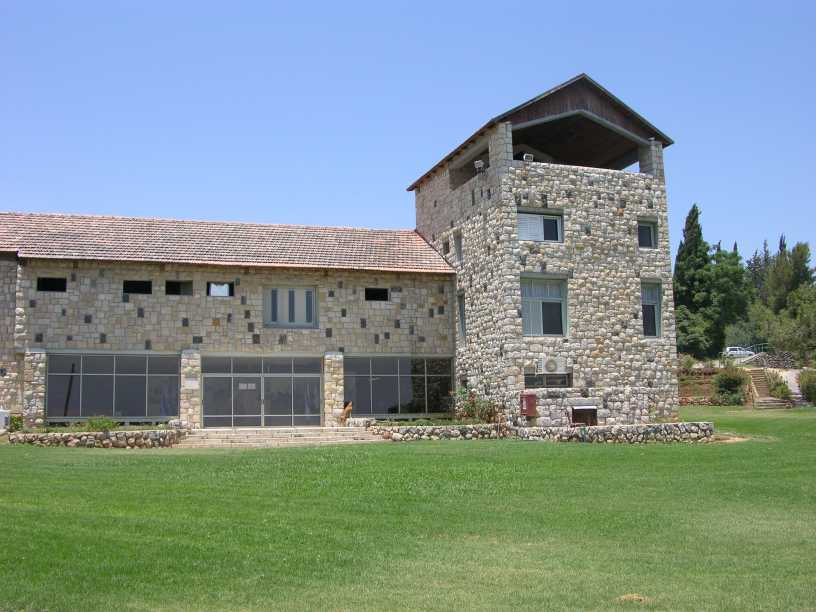
..المكان الذي نشأ جوزيف

### رجل الوطن
أعلنت حكومة إسرائيل في فترة الستينيات تكريم المحارب الروسي جوزيف ترومبلدور سنة 1960م، باعتباره بطلا للقومية اليهودية في إسرائيل.

## روابط خارجية
- جوزيف ترومبيلدور على موقع الموسوعة البريطانية (الإنجليزية)